# 김성원 (희극인)
김성원(1984년 6월 14일 ~ )은 대한민국의 희극 배우이다.

## 생애
1984년 6월 14일, 서울에서 태어났다. 영어에 재능이 있었으며 그는 서울예술대학교 영화학과 전문학사 학위한 다음 2007년 뮤지컬 배우 첫 데뷔하였으며 1년 후 2008년 연극배우 데뷔하였고 이듬해 2009년 KBS 24기 공채 개그맨으로 정식 데뷔하였다.

## 학력
- 서울예술대학교 영화학과 전문학사

## 활동
《개그콘서트》에서 유창한 영어 실력을 보이는데 김성원은 실제로도 멕시코 유학파 출신이라 영어에 능통하다고 알려져 있으며 스페인어도 수준급 실력이라고도 한다. 아울러 국적 취득을 위해 군대도 자진 입대하여 카투사 사병으로 전역한 이력도 있다. 존 박과 닮았다고 한다.
송준근과 같이 외국인 전문개그맨이기도 하다.

## 출연작

### 드라마
- 《마음의 소리: 얼간이들》 (2018년, NETFLIX) - 서부욱 역（조석의 친구）
- 《가우스전자》 (2022년, Seezn)
- 《수상한 그녀》 (2024년~2025년, KBS2) - 박자영 역

### TV 프로그램
- 《코미디빅리그》 (tvN)
- 《장르만 코미디》 (JTBC)
- 《개그콘서트》 (KBS2)

〈국가대표〉
〈LA 쓰리랑〉
〈슈퍼스타KBS〉
〈굿모닝 한글〉
〈이기적인 특허소〉
〈멘붕스쿨〉이중인격 학생 역 → 음악선생 역
〈신사동 노랭이〉
〈로비스트〉권재관 비서 역
〈월드 워 좀비〉
〈좀비 프로젝트〉
〈누려〉
〈시청률의 제왕〉
〈놈놈놈〉
〈덤 앤 더머 Show〉소리기능 역
〈힙합의 신〉미국 랩퍼 → 최고의 랩퍼 &19금 랩퍼 역
〈비정상 교도소〉
〈가장자리〉박영진의 아들 역
〈이.개.세 (이 개그맨들이 사는 세상)〉
〈핵존심〉
〈말해 Yes Or No〉
〈리액션 야구단〉포수 역
〈일어나〉외국인 바이어 역
〈1대 1〉SAM 역
〈영화는 영화다〉
〈올라옵 Show〉
〈봉숭아학당〉
〈심곡 파출소〉
- 《위기탈출 넘버원》 (KBS2)
- 《연예가중계》 (KBS2)
- 《푸른거탑》 (tvN)
- 《이슈&피플》 (YTN)
- 《푸른거탑 리턴즈》 (tvN)
- 《사이틴》백만이 (EBS)
- 《한판만 시즌 3》 (온게임넷)
- 《부캐전성시대》 - 자니 또 (TV조선)

### 라디오 프로그램
- 2014년 KBS 2라디오 《매일 그대와》
- 2015년 EBS FM 《EBS 책 읽는 라디오 낭독 시리즈》

## 유행어
- 한국어 절대 어렵지 않~아요. (굿모닝 한글)
- OK Listen carefully. (굿모닝 한글)
- Oh My God!!! Mr. Song. Do you realize why I am here? I don't understand about Korean cultures. (멘붕스쿨)
- Oh my god, grandmother~? (멘붕스쿨)
- 그러니깐요~! 한국 문화랑 미국 문화가 뭔가 많이 달라요! (멘붕스쿨)
- 이거봐 이거봐! 미국에선 이렇게 안해요! (멘붕스쿨)
- When I say Woo~ You say ah~ woo~ ah~ woo~ ah~ (힙합의 신)

## 수상
- 2011년 제19회 대한민국 문화연예대상 개그신인상